# Лайм (Нью-Йорк)
Лайм (англ. Lyme) — місто (англ. town) в США, в окрузі Джефферсон штату Нью-Йорк. Населення — 2299 осіб (2020).

## Демографія
Згідно з переписом 2010 року, у місті мешкало 2185 осіб у 897 домогосподарствах у складі 632 родин. Було 2317 помешкань
Расовий склад населення:
| - 97,2 % — білих - 0,6 % — чорних або афроамериканців - 0,3 % — азіатів - 0,1 % — корінних американців |

До двох чи більше рас належало 1,5 %. Частка іспаномовних становила 1,5 % від усіх жителів.
За віковим діапазоном населення розподілялося таким чином: 19,9 % — особи молодші 18 років, 62,2 % — особи у віці 18—64 років, 17,9 % — особи у віці 65 років та старші. Медіана віку мешканця становила 46,9 року. На 100 осіб жіночої статі у місті припадало 101,9 чоловіків;  на 100 жінок у віці від 18 років та старших — 102,8 чоловіків також старших 18 років.
Середній дохід на одне домашнє господарство  становив 71 856 доларів США (медіана — 49 000), а середній дохід на одну сім'ю — 84 084 долари (медіана — 65 568). Медіана доходів становила 51 750 доларів для чоловіків та 31 719 доларів для жінок. За межею бідності перебувало 12,1 % осіб, у тому числі 20,9 % дітей у віці до 18 років та 2,9 % осіб у віці 65 років та старших.
Цивільне працевлаштоване населення становило 1088 осіб. Основні галузі зайнятості: освіта, охорона здоров'я та соціальна допомога — 27,7 %, роздрібна торгівля — 13,4 %, мистецтво, розваги та відпочинок — 12,6 %.